# Slavětín (okres Havlíčkův Brod)
Slavětín (německy Slawietin) je obec v okrese Havlíčkův Brod v Kraji Vysočina. Žije zde 124 obyvatel.

## Přírodní poměry
Obec leží částečně v CHKO Žďárské vrchy. Rozkládá se na území o rozloze 219 ha, pozemky a obec jsou součástí „Lesního družstva obcí Přibyslav“.

## Historie
První písemná zmínka o obci pochází z roku 1314. V roce 1920 byl založen Sbor dobrovolných hasičů. Dne 14. ledna 2010 byl v Praze v Parlamentu ČR předán dekret, kterým předseda Poslanecké sněmovny Miloslav Vlček udělil obci Slavětín znak a vlajku. Obec si do znaku vybrala jelena, který je vládcem zdejších lesů.
| Rok            | 1869 | 1880 | 1890 | 1900 | 1910 | 1921 | 1930 | 1950 | 1961 | 1970 | 1980 | 1991 | 2001 | 2006 | 2014 |
| Počet obyvatel | 272  | 240  | 244  | 265  | 277  | 276  | 250  | 208  | 204  | 189  | 137  | 97   | 95   | 92   | 110  |

## Společenský život
Každoročně se v obci pořádají dětský den, svatoanenská pouť se zábavou a zabijačka.

## Vybavenost
Obec má vybudovaný vlastní vodovod s odradonovací stanicí. Za posledních 20 let se v obci podařilo zkulturnit životní prostředí úpravou návsi, opravou kaple, proběhla oprava místních komunikací, plynofikace a úprava vodoteče. Začátkem roku 2009 se začala budovat za přispění dotace zcela nová hasičská zbrojnice s klubovnou a novým sportovištěm. Obchod se smíšeným zbožím a bývalá škola, přestavěná na byty, se nachází na návsi v centru obce. Nyní zde sídlí také obecní úřad a místní knihovna.

## Pamětihodnosti
Dominantou obce je kaple sv. Anny, postavena v roce 1834. 
Před základní školou stojí pomník obětem 1. a 2. světové války.

## Osobnosti
- Bohumil Vavroušek (1875–1939), učitel a amatérský fotograf
- Jaroslav Brabec (* 1930), politik
- František Janáček (1930–1995), historik[5]